# Студия «Квартал-95»
«Студия Квартал 95» (укр. «Студія Квартал 95») — украинская компания, занимающаяся производством аудиовизуального контента и концертной деятельностью. Основана в 2003 году на базе команды КВН «95-й квартал».

## Название
Встречается несколько вариантов написания названия компании. Компания зарегистрирована под названием «Студия Квартал-95» (укр. «Студія Квартал-95»). На сайте компании и на её странице в Facebook — студия «Квартал 95». В СМИ упоминается также как «Студия Квартал 95» и студия «Квартал-95».

## История
В 2003 году на базе творческого коллектива команды КВН «95-й квартал» с целью реализации собственных творческих идей, производства и продвижения шоу-проектов и развлекательных телепередач на телевидении и радио была создана «Студия Квартал 95».
В декабре 2003 года студия совместно с телеканалами «Студия 1+1» и «СТС» (Россия) приступили к производству цикла из пяти концертов, приуроченных к самым значительным праздникам 2004 года.
Плодом этого сотрудничества стал цикл концертов в 2004 году:
- «О! Пять 95!» — Юбилейный концерт команды
- «8 Мартица» — Концерт, посвящённый Международному женскому дню
- «Золотой Гарбуз — 2004» — Концерт-церемония вручения премии
- «Таинственный полуостров» — Выездной летний концерт в Ялте

В 2005 году студия заключила контракт с телеканалом «Интер», а с 2007 года они начали работать на эксклюзивных условиях. Студия производила телевизионные проекты «Вечерний квартал», «Вечерний Киев» и «Рассмеши комика».
2 марта 2006 года на Международном конкурсе СМИ коллектив студии был награждён наградой Украины в области журналистики «Золотое перо» в номинации «Лучшая развлекательная программа телевидения». Кроме того, обладатели наград:
- Ежегодная премия «Обложка года». Специальная номинация: «Звезда на обложке» 2005 год.
- Премия национального совета Украины по вопросам телевидения и радиовещания «Телетриумф». Номинация: «Развлекательная передача 2006 года».

В 2007 году был заключён договор с телеканалом «Интер» об эксклюзивном сотрудничестве.

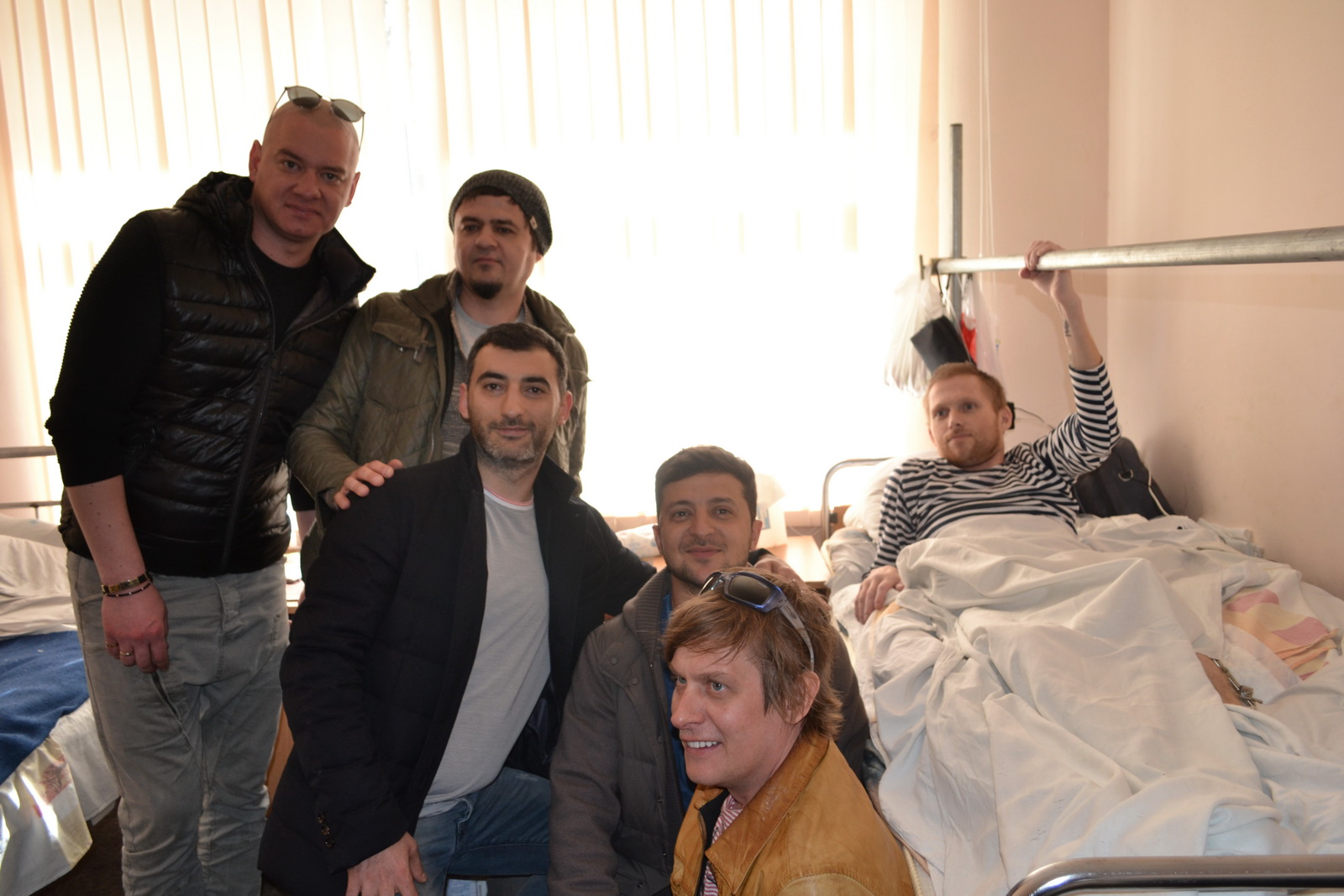
Квартальцы проведали раненых участников АТО в Одессе (2016)

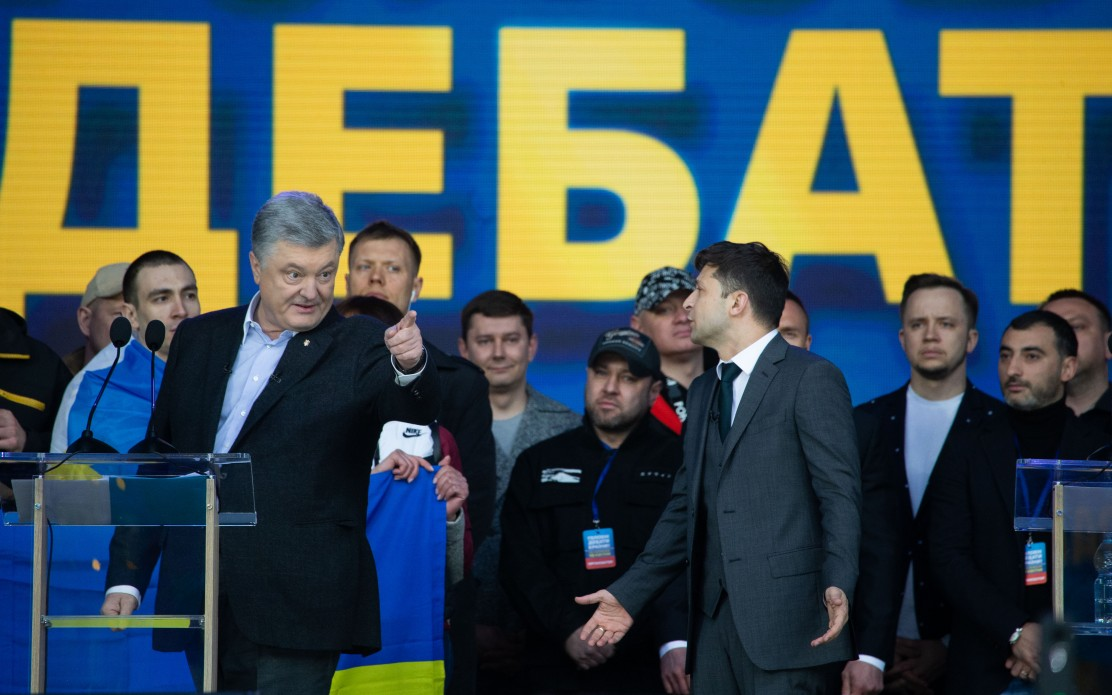
Квартальцы присутствовали на дебатах перед выборами президента Украины (19.04.2019)

В 2009 году на экраны вышел первый фильм, снятый по сценарию «Студии Квартал 95» — «Любовь в большом городе». Одну из главных ролей в нём сыграл Владимир Зеленский.
В 2009 году у компании «Студия Квартал 95» поменялся состав акционеров: основным владельцем актива вместо братьев Сергея и Бориса Шефир стала кипрская Art Fox Studios Ltd, которая, по мнению участников рынка, связана с владельцем «Интера», олигархом Валерием Хорошковским.
В октябре 2012 года «Интер» прекратил сотрудничество со «Студией Квартал 95» из-за повышения цен на её продукцию, и студия заключила соглашение с телеканалом «1+1». По мнению участников рынка, годовой контракт со студией обходился «Интеру» в $23 млн. По мнению экспертов, для «1+1» права на трансляцию «Вечернего квартала» и «Вечернего Киева» (по 21 выпусков в год) оценивались в $9 млн в год; стоимость одного выпуска передачи «Рассмеши комика» (выходит еженедельно), по оценкам экспертов, была примерно в $310 тыс. за одну программу. Согласно медиа-исследованиям, «Вечерний квартал» являлся самым рейтинговым шоу телеканала «Интер», его средняя доля аудитории составляла 65 процентов (люди старше 18 лет, проживающие по всей Украине).
В 2019 году Владимир Зеленский, участник «Студии Квартал 95» был избран президентом Украины, Сергей Шефир стал его советником, Юрий Корявченков стал депутатом Верховной Рады Украины. За год президентства Владимира Зеленского посты во власти (офис президента, органы безопасности, центральные органы исполнительной власти и государственные структуры, парламент) получили 30 человек, так или иначе связанных с «Кварталом».

## Телепередачи и телепроекты «Студии Квартал 95»
Жирным шрифтом отмечены проекты, выходящие до сих пор.
- «Новогодний огонёк» («СТС», «Интер», «Студия 1+1»)
- «Новогоднее шоу иллюзионистов» («РЕН-ТВ»)
- «Полундра» («СТС»)
- «Мистер Кук» кулинарное шоу («Интер», 2004)
- «Комедийный клуб» («Интер»)
- «Хорошие шутки» («Студия 1+1» и «СТС», 2004)
- «Вечерний квартал» (с 24 февраля 2022 года — «Единый квартал» («Интер», 2005—2012; «Студия 1+1», «ТЕТ» 2012 — н. в.)
- «Песня года» («Интер», 2005)
- «Танцы со звёздами» («Студия 1+1»)
- «Новогодние „Танцы со звёздами“» («Студия 1+1»)
- «Бойцовский клуб» («Интер», «К1», «2+2», «ТЕТ», 2007-2013)
- «Служебный романс» («Интер», 2008)
- «Украина, вставай!» («Интер», 2009)
- «Пороблено в Украине» («Интер», 2010)
- «Чисто NEWS» (с 24 февраля 2022 по 2023 год — «Байрактар NEWS», с 8 апреля 2024 года — «Жгучие NEWS») («Интер», «Студия 1+1», «Мы-Украина+»)
- «Украинский квартал» («СТС», 2010)
- «Весна в большом городе» («Интер», 2010)
- «Утренняя почта» («Интер», 2011)
- «Все свои» («Интер», 2011)
- «Здоровенькі були з Малаховим» («Интер», 2011)
- «Миллионер — Горячее кресло» («Интер», 2011)
- «Воскресенье с Кварталом» («Интер», «Студия 1+1», 2012)
- «Рассмеши комика» ( с 4 марта 2024 года  — «Рассмеши комика по Новому» («Интер», 2011; «Студия 1+1», 2012 — 2024; «Новый Канал» — н.в.)
- «Золушка для Баскова» («Интер», 2011)
- «Вкусная лига» («Интер», 2011)
- «Вырванный из толпы» («Интер», 2011)
- «23 февраля в большом городе» («Интер», 2011; «Студия 1+1», 2013)
- «8 марта в большом городе» («Интер», 2011; «Студия 1+1», 2013)
- «Майданс» («Интер», 2011)
- «Про життя» («Интер», 2012)
- «Сваты у плиты» («Интер», «Студия 1+1», 2012)
- «Вечерний Киев» («Интер», 2011—2012; «Студия 1+1», 2012—2017)
- «Лига смеха» («Студия 1+1», 2015 — н. в.)
- «Угадай ящик» («Студия 1+1», 2015)
- «Игры приколов» («Студия 1+1», 2017—2018)
- «Звёздные яйца» («Студия 1+1», 2017)
- «ГудНайт Шоу»/«ГудНайт Клаб» («Студия 1+1», 2018—2021)
- «Женский квартал» («Студия 1+1», 2018—2021)
- «Improv Live Show» («Студия 1+1», «Новый канал» — н. в.)
- «Де-мократия?» («Студия 1+1», 2019 )

### Телефильмы и сериалы «Студии Квартал 95»
1. 2003 — За двумя зайцами («Интер», «Первый канал»)
2. 2005 — Три мушкетёра («Интер»)
3. 2005 — Кушать подано («Интер», «Россия»)
4. 2006 — Профессор в законе
5. 2007 — Очень новогоднее кино, или Ночь в музее («Интер»)
6. 2008—2021 — Сваты
7. 2009 — Как казаки…
8. 2009 — Чудо
9. 2010 — Новогодние сваты
10. 2011 — Небесные родственники
11. 2011 — Папаши («Интер»)
12. 2011 — Мамочки («Интер»)
13. 2011 — Девичья охота («Интер»)
14. 2012 — Байки Митяя
15. 2012 — Чемпионы из подворотни («Интер»)
16. 2012—2016 — Сказочная Русь («Студия 1+1», политический мультсериал)
17. 2013 — 1+1 дома (новогодний мюзикл, «Студия 1+1»)
18. 2013—2017 — Країна У[укр.] («ТЕТ»)
19. 2014 — Ищу жену с ребёнком
20. 2014—н.в. — Однажды под Полтавой («ТЕТ»)
21. 2014—2017 — Сказки У («ТЕТ»)
22. 2015—2019 — Слуга народа («1+1»)
23. 2016 — Родственнички («1+1», «ТЕТ»"СТС")
24. 2016 — Депутатики («1+1»)
25. 2016 — Однажды в Одессе («ТЕТ»)
26. 2016—н.в. — Танька и Володька («ТЕТ»)
27. 2016 — Сватики
28. 2016 — Пацики («ICTV»)
29. 2017 — Отель «Галиция» («ТЕТ»)
30. 2017 — Шмепа - дочь нардепа
31. 2018 — Звездонавты («ТЕТ»)
32. 2019—2021 — Папик («1+1», «СТС»)
33. 2019 — Семья на год («Украина»)
34. 2021 — 100 тысяч минут вместе (телесериал)
35. 2022 — Дикие
36. 2022 — Дом Бобринских
37. 2022 — Бункер

### Документальные фильмы
1. 2011 — Легенда. Людмила Гурченко («Интер»)
2. 2011 — Легенда. Вахтанг Кикабидзе («Интер»)
3. 2014 — Квартал и его команда («1+1»)
4. 2019 — 100 дней президента Зеленского («1+1»)

### Кинофильмы
| Фильм                         | Дата выхода в прокат | Прокатчик            | Сборы в России и СНГ | Дата премьеры на ТВ | Телеканал | Рейтинг/ доля |
| ----------------------------- | -------------------- | -------------------- | -------------------- | ------------------- | --------- | ------------- |
| «Любовь в большом городе»     | 5 марта 2009         | «Каропрокат»         | 326 млн руб.         | 5 марта 2010        | Первый    | 5.5/ 22.2     |
| «Любовь в большом городе 2»   | 25 февраля 2010      | «Леополис»           | 306 млн руб.         | 22 февраля 2011     | Первый    | нет данных    |
| «Служебный роман. Наше время» | 17 марта 2011        | «UPI»                | 340 млн руб.         | 7 октября 2011      | Первый    | 7.0/ 22.5     |
| «Ржевский против Наполеона»   | 25 января 2012       | «Централ Партнершип» | 239 млн руб.         | 29 октября 2012     | СТС       | 3.3/ 9.5      |
| «8 первых свиданий»           | 8 марта 2012         | «Централ Партнершип» | 221 млн руб.         | 16 сентября 2012    | Первый    | 3.5/ 12.4     |
| «Я буду рядом»                | 6 декабря 2012       | «Каропрокат»         | 1 млн руб.           | 4 мая 2013          | Россия-1  | нет данных    |
| «Любовь в большом городе 3»   | 1 января 2014        | «Централ Партнершип» | 519 млн руб.         | 6 августа 2014      | ТНТ       | 2.2/ 7.8      |
| «8 новых свиданий»            | 1 января 2015        | «Централ Партнершип» | 419 млн руб.         | 24 апреля 2017      | ТНТ       | 1.8/ 5.7      |
| «8 лучших свиданий»           | 3 марта 2016         | «Централ Партнершип» | 161 млн руб.         | 25 апреля 2017      | ТНТ       | 1.8/ 6.1      |
| «Я, ты, он, она»              | 27 декабря 2018      | «КиноКвартал»        | 70 млн гривен        | 17 апреля 2019      | 1+1       | нет данных    |

### Телеканал
- «Квартал ТВ» — платный спутниковый канал с 2015 года[24].